# أي أم أكس-30 أي
أي أم أكس-30 أي (يرمز الحرف E بالاسبانية إلىEspaña أي إسبانية) هي دبابة قتال رئيسية بنيت على أساس الدبابة أي أم أكس-30 الفرنسية،رغم أن الحكومة الإسبانية حاولت بناء ليوبارد 1 الألمانية لكن أي أم أكس-30 تم اختيارها بسبب سعرها الرخيص وإمكانية تصنيعها في إسبانيا،280 دبابة تم صنعها من قبل سانتا باربرا سيستيماس وتسليمها إلى الجيش الإسباني مابين عامي 1974 و1983.
أول ظهور لها كان عام 1970، وأضيفت إلى الأسطول الدبابات إم-47 وإم-48 باتون وذلك للتخفيف اعتماد إسبانيا على المعدات الأمريكية.أول 10 أي أم أكس-30 جلبت من فرنسا كان في عام 1970،بينما تم تجميع 280 دبابة في إسبانيا وكان هذا أول إنتاج شامل للدبابات وتطور بالصناعة المحلية إلى الحد الذي يسمح بإنتاج دبابة بدون أي مساعدة خارجية، وهذا أدى إلى ظهور برنامج دبابة لينس في عام 1983،وأيضاً أعطى الخبرة لسانتا باربرا سيستيماس لإنتاج دبابة ليوبارد 2إي في أواخر عام 2003،برغم أن التجميع النهائي كان يتم بواسطة سانتا باربرا سيستيماس إلا أن التصنيع لدبابة أي أم أكس-30 أي كان يتضمن شركات أخرى.الإنتاج كان يتم بنسبة 65% من الدبابة في إسبانيا.
أسطول الإسباني من أي أم أكس-30 أي مر بمرحلتين أساسيتين في أواخر عام1980،الأولى كان برنامج تحديث والثانية برنامج إعادة تشكيل. سمي البرنامج الأول أي أم أكس-30 أي أم2(150 دبابة)،حاول تحديث وتحسين الخصائص الميكانيكة للمركبة، بينما الثاني سمي أكس-30 أي أم1(149 دبابة)ركز على تحسين مكثف للحركة الدبابات وذلك من خلال صيانة المحرك الحالي واستبدال الجهاز نقل الحركة، كلا البرنامجين ساعدوا على تمديد عمر الدبابة، استبدل أسطول الإسباني من دبابة أي أم أكس-30 إي أم1 في أواخر عام1990 بالدبابة الألمانية ليوبارد 2أي4 والدبابة أكس-30 أي أم2 استبدلت بالدبابة بي1 سينتاورو في أوائل القرن الواحد والعشرين.
19 أي أم أكس-30 أي تم إرسالها إلى الصحراء الإسبانية في عام 1970 لكن لم تشهد أي معركة.في عام 1985 أبدت إندونسيا اهتمامها بالدبابة، وفي عام 2004 الحكومتين الإسبانية والكولومبية ناقشتا إمكانية بيع 40 دبابة أي أم أكس-30،كلا محاولتي التجارة فشلت مباشرة.

## خلفية
في عام1960 كان الأسطول الدبابات الإسباني يتألف بشكل رئيسي من دبابات إم-47 باتون،مع بعض الدبابات الحديثة من طراز إم-48 باتون الأمريكيتين الصنع. دخلت دبابة إم-47 باتون الجيش الإسباني في أواسط الخمسينيات، مستبدلاً الأسطول السابق من عام 1930 من طراز بانزر-1 و تي-26 و بانزر-4. خلال حرب إفني عام 1957-58،حظرت الولايات المتحدة الأمريكية توريد الامدادات والأسلحة إلى الجيش الإسباني دافعاً إسبانياً للبحث عن معدات بديلة يمكن استخدامها بشكل حر في الصحراء الإسبانية.

## التصدير
في أواسط الثمانينات حاولت إندونسيا شراء معدات حربية من إسبانيا من أجل تحسين قواتها الحربية، وقد كان لدبابة أي أم أكس-30 الاهتمام الأوسع من هذه الصفقة و ذلك راجع لقوتها وسرعتها انذاك.